# Trichopelma astutum
Trichopelma astutum is een spinnensoort uit de familie vogelspinnen (Theraphosidae). De soort komt voor in Venezuela.